# Ester Jordana i Lluch
Ester Jordana i Lluch (Benicarló, 1979) és una filòsofa catalana i professora d'Estètica a l'Escola Massana d'Art i Disseny i de Pensament contemporani a la Universitat de Barcelona (UB). És graduada en Psicologia per la Universitat Rovira i Virgili (2001) i doctora en Filosofia per la UB (2017). En el camp de recerca forma part de la Càtedra de Filosofia Contemporània de la UB, del Grup de Recerca en Disseny i Transformació Social (GREDITS) i de la Red Iberoamericana Foucault.

## Obra publicada
- Michel Foucault: biopolítica i governamentalitat (Editorial Gedisa, 2019)[4]